# Toy Story (jogo eletrônico)
 Toy Story é um jogo Americano para a Sega Genesis, o Super Nintendo, Game Boy e Windows 95, desenvolvido por Traveller's Tales e lançado pela Disney Interactive. Ele é amplamente baseado no filme do mesmo nome. O japonês versão do jogo foi distribuído pela Capcom internacional. O jogo foi seguido por uma sequência baseada no segundo filme.

## Enredo
O jogo segue de perto o enredo de Toy Story, com algumas pequenas diferenças.
É o dia da festa de aniversário de Andy, e seus brinquedos são riled acima sobre os recém-chegados e sua possível substituto em potencial. Em um esforço para acalmar seus nervos, Xerife Woody envia uma tropa de homens do exército verde, junto com um monitor de bebê, para relatar. A missão vai mais suave, porém, eles recebem um aviso abrupta que Andy está voltando para seu quarto, o envio de todos em um frenesi para retornar às suas posições. Depois que as coisas se estabeleceram e Andy deixou a sala, os brinquedos encontrar um novato solitário: Buzz Lightyear. Eles estão impressionados com ele e suas características, mas Woody, imperturbável, desafios Buzz para voar ao redor da sala com os olhos fechados, que não Buzz. Woody descobre que está sendo substituído por este recém-chegado do estado, tanto nos olhos dos brinquedos e de Andy, e é relegado para o toybox. Ele começa a ter pesadelos sobre Buzz, que acaba enfrentando.
Inveja de toda a atenção Buzz foi ficando, e dire ser o brinquedo Andy traz para Pizza Planet, agarra Woody RC Buzz e bate para fora da janela. Isso chama a ira de todos os outros brinquedos, que escapa de Woody (com a ajuda de Rex, como ele não gosta de confrontos). Woody é escolhido como o brinquedo para ir a Pizza Planet, mas em primeiro lugar em um posto de gasolina, ele ganha uma luta contra o Buzz prendendo-o em um pneu sobressalente. No entanto, Andy e deixar a sua mãe, sem perceber a sua ausência.
Woody e Buzz pegar uma carona em um Planeta Pizza van para voltar para Andy. Uma vez lá, os dois brinquedos disfarçar-se como lixo e sneak em pizza planeta, evitando o contato com os seres humanos. Buzz foge em uma máquina de garra, confundindo-a com um foguete para retornar ao seu planeta natal, Woody sneaks na ranhura da moeda e funciona através da entranhas perigosas em sua perseguição. Eles são recebidos pelos alienígenas dentro, tarefa que lhes poupar alguns dos seus próprios, perdeu ainda mais profundas dentro da máquina. No entanto, Sid Phillips, vizinho de Andy e destruidor de brinquedos notório, tem notado Buzz na máquina de garra e está tentando trazê-lo para fora; Woody é sucesso em atrasar a captura de Buzz com o lançamento do Aliens na garra, mas é incapaz de impedi-lo, e em vez disso vai junto com ele.
Woody e Buzz tenta desesperadamente escapar da sala de Sid, que é superado com bugs metal e fogos de artifício ao vivo. Sid, ocasionalmente, aparece na tortura Woody definindo a cabeça pegando fogo, o envio de Woody arrojado para uma tigela de cereal nas proximidades para apagar isso. Woody e Buzz ter um encontro com Sid coleção de brinquedos mutilados, mantendo-os de volta com Buzz do karate-chop ação. No entanto, Sid decide destruir Buzz com um foguete de grande porte, e levá-lo embora, para salvá-lo, Woody, em seguida, faz amizade com os brinquedos, e andar na parte traseira do Roller Bob, foge para fora do quintal Sid, esquivando-se várias peças de cama e cão Sid, Scud.
Woody Buzz salva com sucesso, mas os motores deixam sem qualquer brinquedo. Woody consegue pegar até o caminhão, mas Buzz cai para trás. Woody encontra RC, lúpulo em sua volta à estrada, e drives de volta para Buzz garantir-lhe que vá para montar RC Voltar para o caminhão. No entanto, R.C. funciona sem baterias Buzz e Woody luz do foguete nas costas de Buzz, cortando-a, uma vez que eles ganham bastante velocidade e deslizar todo o caminho de volta para a carrinha da mãe de Andy. Os dois brinquedos têm superado suas diferenças ao longo desta aventura, e passam a ser bons amigos na nova casa de Andy.

## Jogabilidade
O jogador controla Woody através de 17 etapas (18 para a versão Genesis, 10 pra versão Game Boy ) que abrangem todo o enredo do filme. Vários obstáculos se encontram entre o jogador e o objetivo de cada nível, não menos do que uma grande variedade de inimigos. Woody está equipado com um chicote pullstring, que temporariamente "amarrar" os adversários, deixando Woody passar ileso. Não pode, no entanto, matar inimigos (com a única exceção de Nightmare Buzz, o patrão só no jogo para ser derrotado permanentemente através do chicote). Este chicote também pode trancar certos ganchos, deixando Woody balanço acima do terreno perigoso (semelhante ao Earthworm Jim e os mecanismos seu chicote).
O jogo muda, ocasionalmente, os gêneros de palco. Os jogadores controlam R.C. em duas etapas: uma em que Woody Buzz bate fora de uma janela, o outro em que ambos corrida de volta para o caminhão em movimento. Ambos têm praticamente o mesmo, o jogo tem uma visão aérea do nível, dando aos jogadores de base aceleração, travagem e de direção, e os jogadores com tarefas chegar ao final do estágio, enquanto não esgotar as baterias (que drenam constantemente, mas pode ser alimentado por batê-los fora do Buzz na fase anterior, e apenas encontrá-las no chão na segunda). A versão para Mega Drive também tem um plano exclusivo, no qual volta passeios Woody RC, enquanto correndo de volta para a casa de Sid para buscar Buzz, nesta fase, joga-se muito semelhante ao OutRun, mas tem a mesma condição de manter um nível de bateria. Por fim, uma etapa ocorre em um labirinto em primeira pessoa semelhante ao Wolfenstein 3D, em que Woody deve encontrar brinquedos guincho alien perdido no interior da máquina de garra e devolvê-los para a área de jogo, onde o resto da os brinquedos alienígenas reside, tudo dentro de um limite de tempo.

## Níveis
- 1º - That Old Army Game
- 2º - Red Alert!
- 3º - Ego Check
- 4º - Nightmare Buzz (não está na versão de GB)
- 5º - A Buzz Clip (não está na versão de GB)
- 6º - Revenge of the Toys
- 7º - Run Rex, Run!
- 8º - Buzz Battle (não está na versão de GB)
- 9º - Food and Drink
- 10º - Inside the Claw Machine
- 11º - Really Inside the Claw Machine (não está na versão PC e na versão de GB)
- 12º - The Claw! (não está na versão GB)
- 13º - Sid's Workbench
- 14º - Battle of the Mutant Toys
- 15º - Roller Bob
- 16º - Day-Toy-Na (não está na versão GB e na versão de Snes)
- 17º - Light My Fire
- 18° - Rocket Man

## Diferença entre as versões
O Genesis e SNES versões do jogo são muito idênticos, com exceção das diferenças de costume que os títulos multiplataforma da época tinham (ou seja: o Genesis tinha menos cores na tela e contou com música de sintetizador, enquanto o SNES tinha até 256 cores e tinha som de alta qualidade, embora com um tamanho de tela menor). No entanto, a versão Genesis tem um nível extra de que a versão SNES não "," Day-brinquedo-na, em que Woody passeios RC da van em movimento para Buzz em um segmento muito parecida com a do SegaOutrun(com exceção, sem qualquer adicional de veículos na estrada, e com a condição de acrescentar que uma bateria "deve ser pegou de vez em quando, ou o jogador perderá uma vida e começa a fase mais).
A versão para PC é idêntico à versão Genesis.